# Big Brain Academy: Wii Degree
Big Brain Academy: Wii Degree, conocido en Europa como Big Brain Academy para Wii y en Japón como Wii de Yawaraka Atama Juku (Wiiでやわらかあたま塾?) es un videojuego de lógica para la consola Wii de Nintendo. Se trata de varios minijuegos que ponen a prueba el intelecto en áreas como Memoria, Agilidad, Matemáticas y otras. Permite que jueguen de 1 a 8 personas y evalúa las habilidades de cada competidor y las compara con las del resto.
Este juego junto con el modo multijugador tiene un cierto toque de humor pero con la seriedad que requiere estar pensando en como resolver los ejercicios.
El juego es la adaptación para Wii del juego Big Brain Academy que salió para la consola Nintendo DS en 2005. Una secuela titulada Big Brain Academy: Batalla de Ingenios salió en diciembre de 2021 para Nintendo Switch.

## Enlaces de interés
- Big Brain Academy: Wii Degree Sitio oficial (en inglés y español)
- Big Brain Academy: Wii Degree en Nintendo.com
- Página en IGN (en inglés)

- Datos: Q1326385